# Bahnhof Shin-Totsukawa
Der Bahnhof Shin-Totsukawa (jap. 新十津川駅, Shin-Totsukawa-eki) ist ein ehemaliger Bahnhof auf der japanischen Insel Hokkaidō. Er befindet sich in der Unterpräfektur Sorachi auf dem Gebiet der Stadt Shintotsukawa.

## Beschreibung

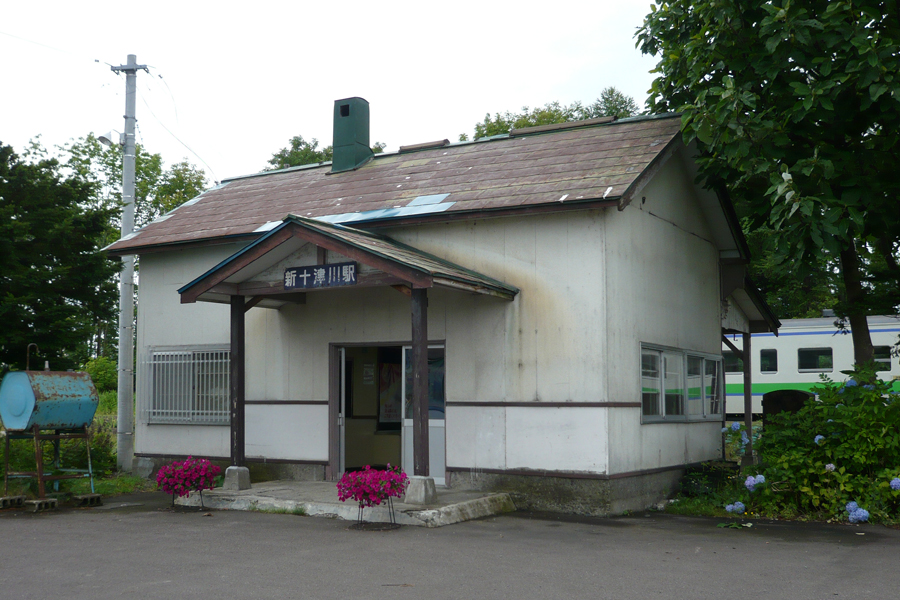
Bahnhofsgebäude (August 2007)

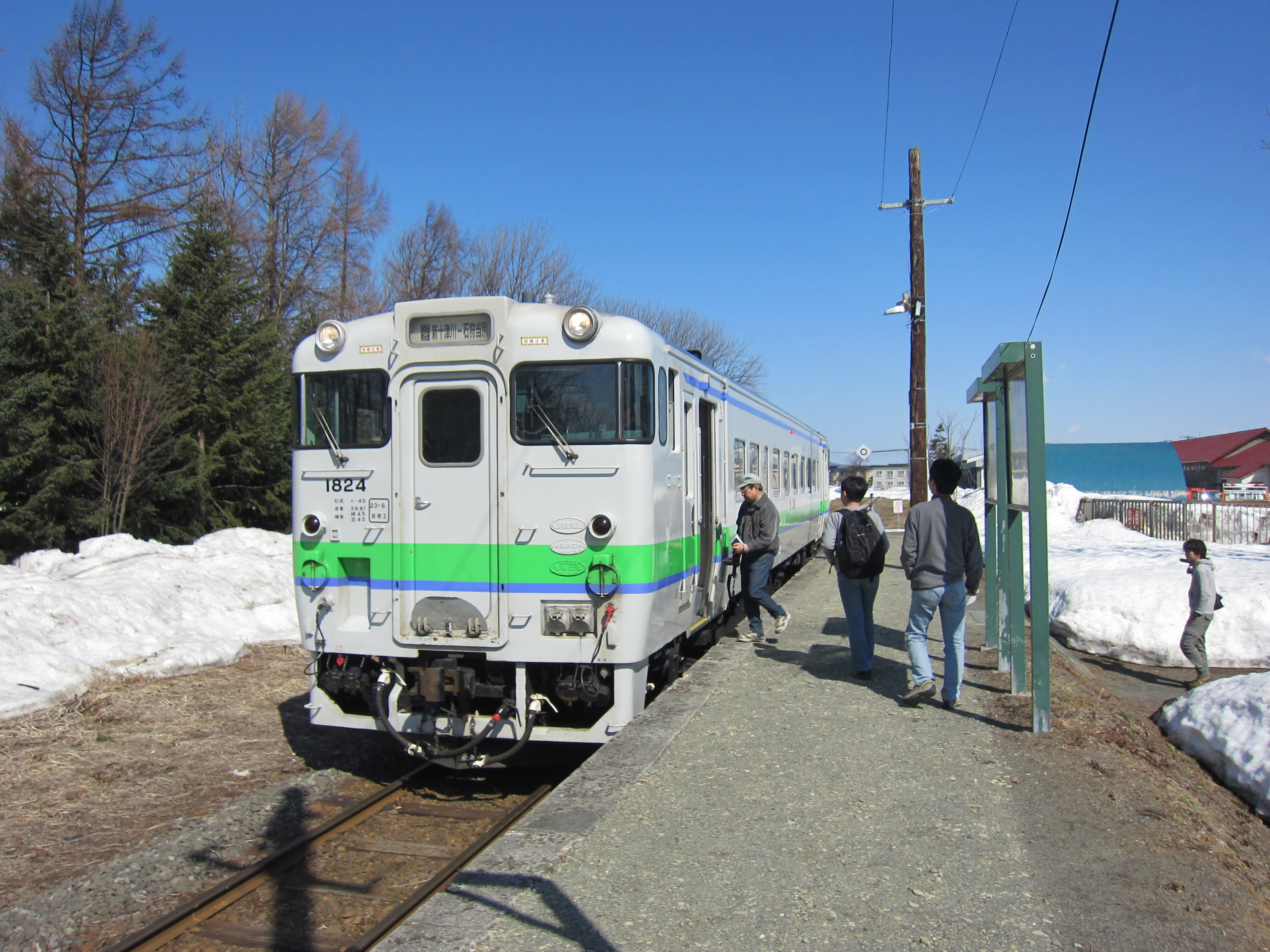
Dieseltriebwagen Typ KiHa 40 in Shin-Totsukawa (April 2016)

Shin-Totsukawa war von 1972 bis 2020 die nördliche Endstation der Sasshō-Linie in Richtung Sapporo. Im Laufe der Jahre war das Zugangebot wegen sinkender Nachfrage laufend reduziert worden. Zurzeit verkehrte nur noch ein Zugpaar täglich nach Ishikari-Tōbetsu; umsteigefreie Verbindungen nach Sapporo gab es keine. Das einzige Gleis endete rund 150 Meter nördlich des Bahnhofs, das Kreuzungsgleis war bereits zuvor entfernt worden.
Etwa zwei Kilometer nordöstlich befindet sich der Bahnhof Takikawa an der Hakodate-Hauptlinie, es besteht jedoch keine Schienenverbindung dorthin.

## Geschichte

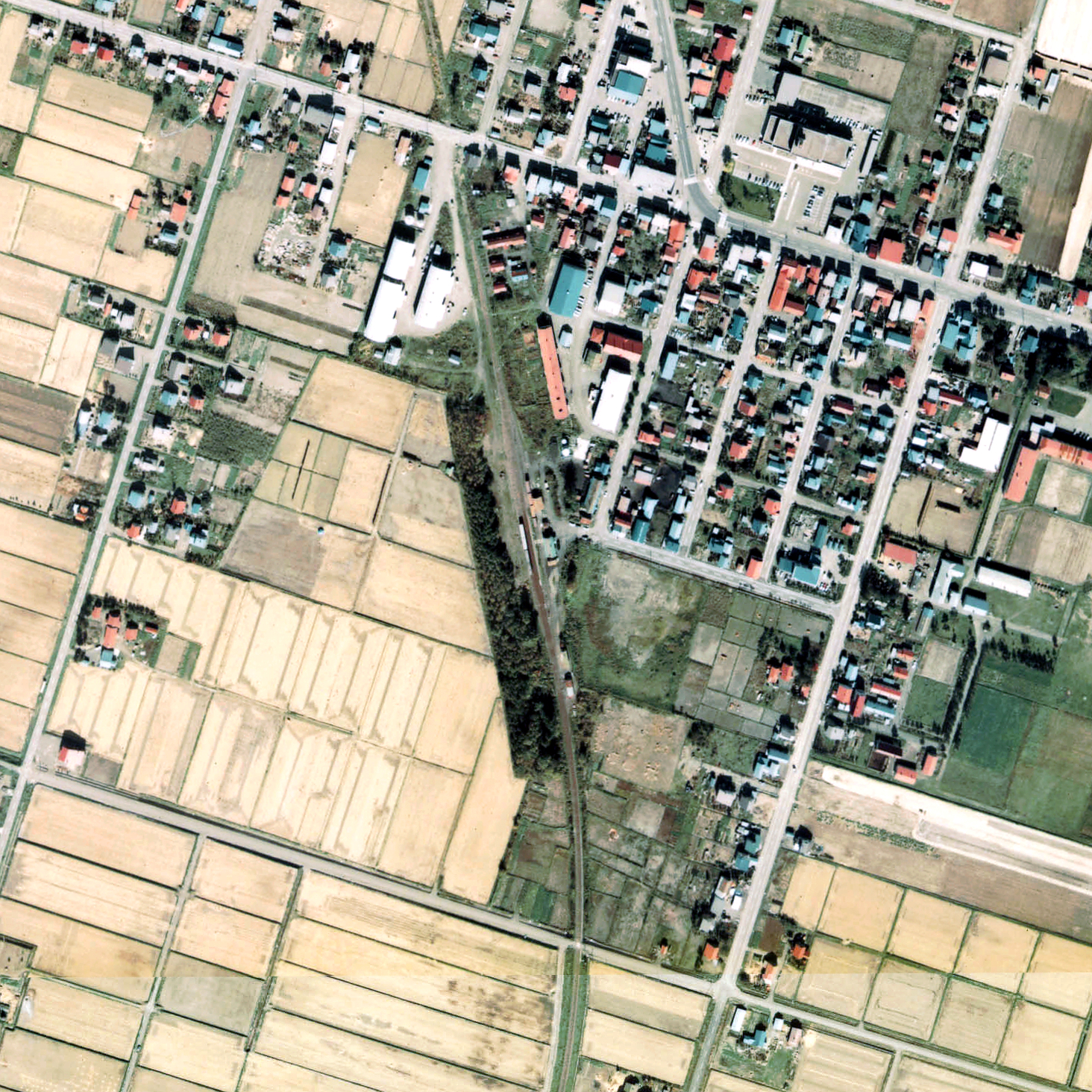
Luftansicht (1977)

Bei seiner Eröffnung am 10. Oktober 1931 durch das Eisenbahnministerium trug der Bahnhof den Namen Nakatoppu (中徳富). Er war die südliche Endstation des ersten Abschnitts der Sasshō-Linie, der von Ishikari-Numata bis hierher führte. Die Eröffnung des zweiten Abschnitts nach Urausu erfolgte genau drei Jahre später, am 10. Oktober 1934. Mit der Inbetriebnahme des letzten fehlenden Teilstücks am 3. Oktober 1935 war die Sasshō-Linie vollendet und durchgehend von Ishikari-Numata nach Sapporo befahrbar.
Zur Unterstützung der Rationierungsmaßnahmen während des Pazifikkriegs erklärte das Eisenbahnministerium den Abschnitt zwischen Ishikari-Tsukigata und Ishikari-Oiwake zur „nicht-dringlichen Strecke“ und legte ihn am 10. Januar 1943 vorübergehend still, wovon auch der Bahnhof Nakatoppu betroffen war. Nach über zehn Jahren machte die Japanische Staatsbahn diese Maßnahme am 3. November 1953 wieder rückgängig und der Bahnhof erhielt gleichzeitig seinen heutigen Namen Shin-Totsukawa. Am 19. Juni 1972 legte die Staatsbahn das Teilstück zwischen Shin-Totsukawa und Ishikari-Numata endgültig still und baute die Trasse später zurück. Danach war der Bahnhof erneut Endstation, dieses Mal jedoch von Süden her anstatt von Norden.
Aus Kostengründen stellte die Staatsbahn am 1. Februar 1979 den Güterumschlag ein, am 1. Februar 1984 auch die Gepäckaufgabe. Der seit 1986 unbemannte Bahnhof ging am 1. April 1987 im Rahmen der Staatsbahnprivatisierung in den Besitz von JR Hokkaido über. Diese legte den hochdefizitären ländlichen Teil der Strecke bis Hokkaidō-Iryōdaigaku am 17. April 2020 still.